# Castiglione Chiavarese
Castiglione Chiavarese (ligurisch o Castiggion) ist eine italienische Gemeinde in der Metropolitanstadt Genua mit 1565 Einwohnern (Stand 31. Dezember 2023).

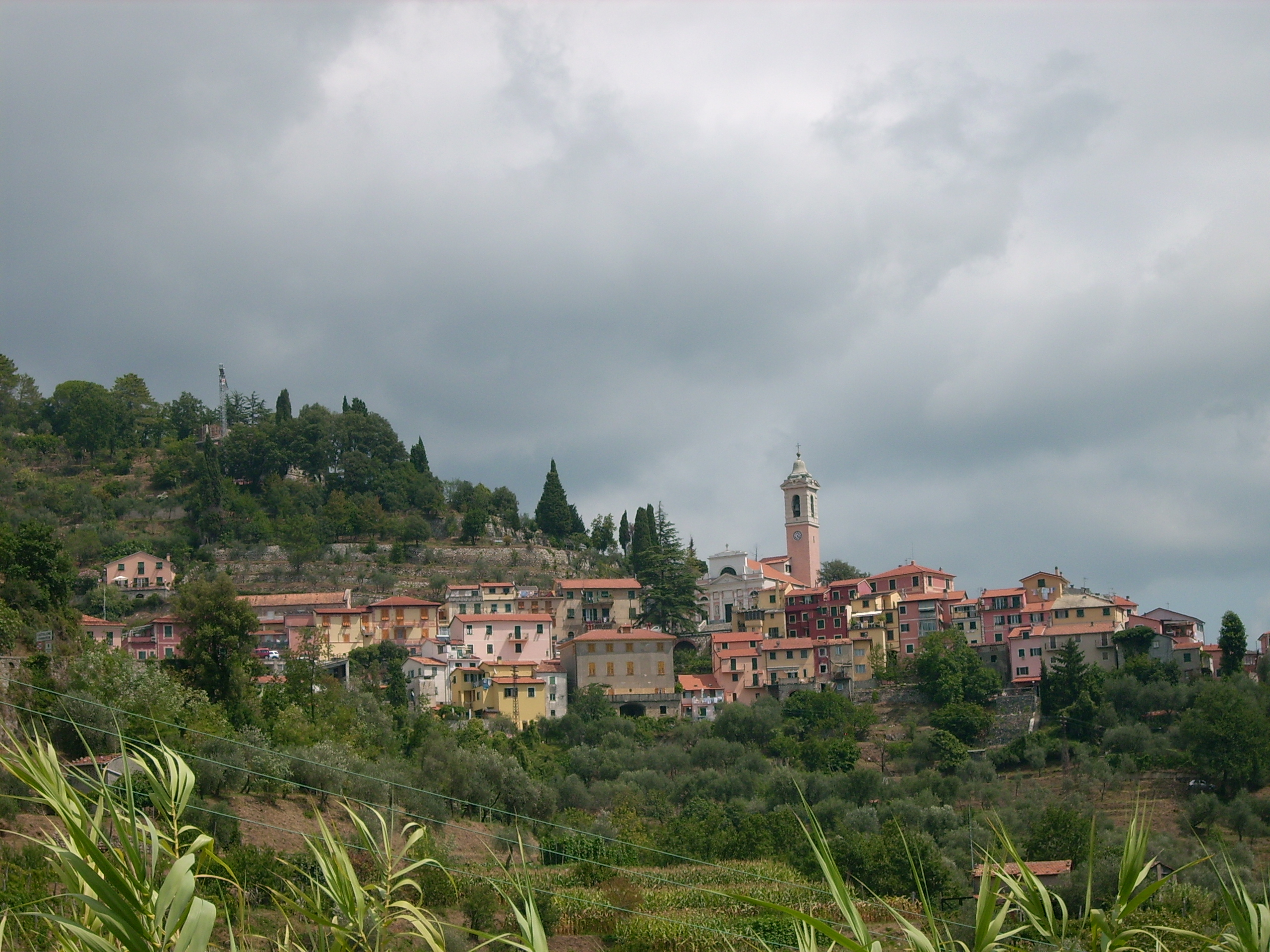

## Lage
Die Gemeinde befindet sich im Tal Petronio in der Nähe des gleichnamigen Baches. Die Entfernung zu der ligurischen Hauptstadt Genua beträgt circa 65 Kilometer.
Zusammen mit weiteren drei Kommunen bildet Castiglione Chiavarese die Berggemeinde Val Petronio. Die Gemeinde liegt in der Nähe der Quelle des Baches Petronio am Monte San Nicolao. Der den Fels durchbrechende Bachverlauf bietet besonders interessante Landschaftsbilder.
Nach der italienischen Klassifizierung bezüglich seismischer Aktivität wurde Castiglione Chiavarese der Zone 3 zugeordnet. Das bedeutet, dass sich die Gemeinde in einer seismisch wenig aktiven Zone befindet.